# José Samyn
José Samyn (* 11. Mai 1946 in Quiévrechain; † 30. August 1969 in Zingem) war ein französischer Radrennfahrer.

## Sportliche Laufbahn
Samyn war im Straßenradsport aktiv. Ursprünglich Belgier, nahm er 1964 die französische Staatsbürgerschaft an. Als Amateur gewann er unter anderem zwei Etappen der Tour de la province de Namur 1964 (1965 eine Etappe), und zwei Etappen der Route de France 1966. 1966 wurde er im Amateurrennen der Straßenradsport-Weltmeisterschaften 28. In der Tour de l’Avenir 1966 kam er auf den 28. Rang. 1967 wurde er Berufsfahrer. Er siegte im Grand Prix de Denain 1967. Sein bedeutendster sportlicher Erfolg war der Gewinn der 11. Etappe der Tour de France 1967. 1968 gelang ihm eine Etappensieg bei Paris–Nizza sowie Siege im Grand Prix de Fayt-le-Franc vor Bernard Guyot und im Circuit du Port de Dunkerque. 1969 gewann er das Etappenrennen Tour de l’Oise vor Willy Planckaert.
Zweiter wurde Samyn im Grand Prix de Lillers 1967, in der La Flèche Wallonne 1968 hinter Rik Van Looy und in der Trofeo Masferrer 1968. Dritte Plätze holte er in der Tour de l’Oise und bei Paris–Tours 1967. Die Tour de France fuhr er dreimal. 1967 wurde er 17., 1968 und 1969 war er ausgeschieden. Er war am 25. August ins Krankenhaus eingeliefert worden, nachdem er bei einem Sturz beim Kriterium in Zingem (Belgien) schwere Hirnschäden erlitten hatte. Er verstarb wenige Tage nach dem Unfall.

## Ehrungen
1970 wurde der Grand Prix de Fayt-le-Franc zu Ehren seines ersten Siegers José Samyn umbenannt in Le Samyn.